# Chùa Đồng

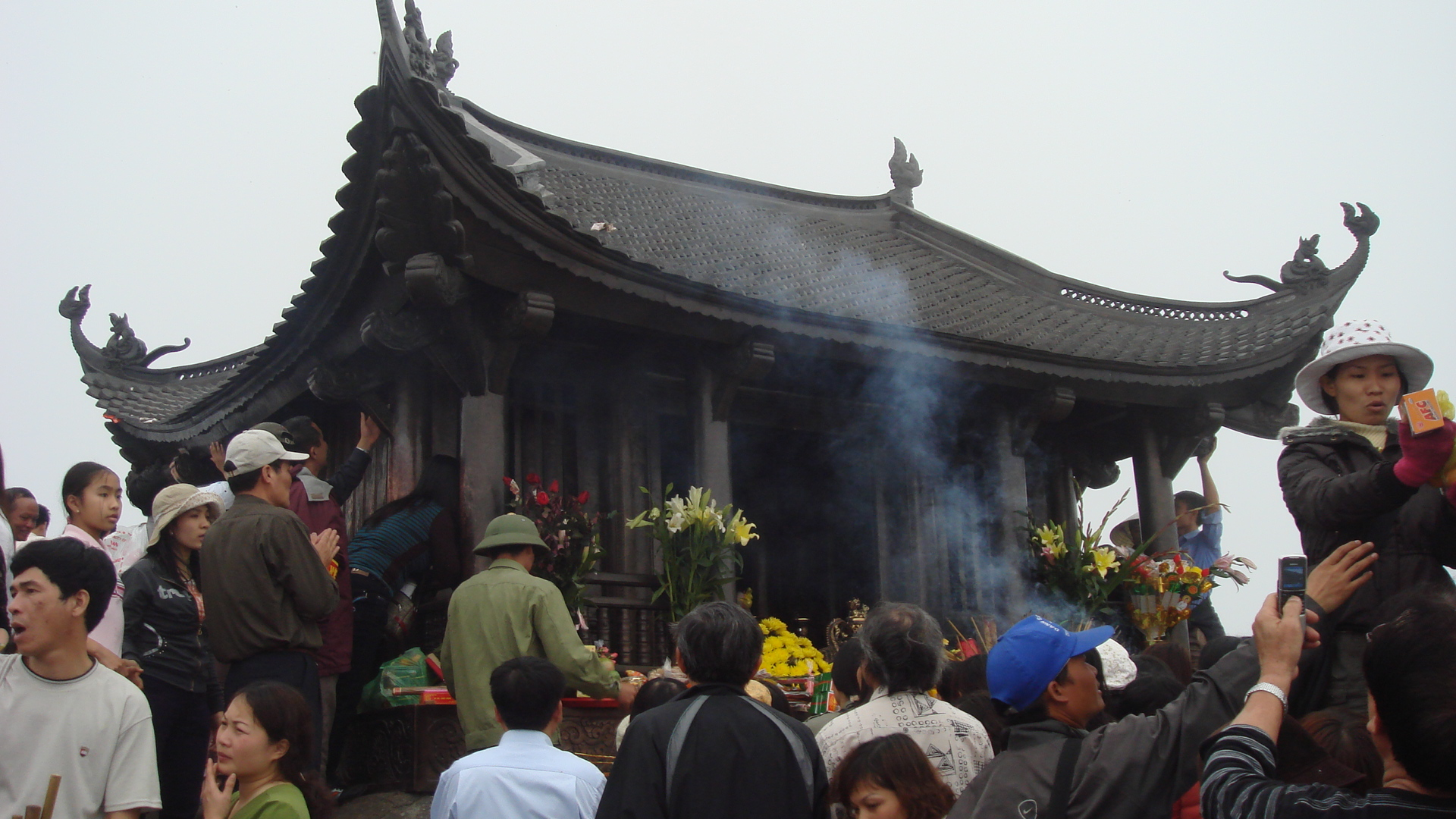
Chùa đồng 天竺寺

Chùa Đồng còn có tên Thiên Trúc tự (天竺寺 - chùa Cõi Phật), là ngôi chùa tọa lạc ở đỉnh cao nhất dãy Yên Tử (1.068m). Đây là ngôi chùa trên đỉnh núi bằng đồng lớn nhất châu Á.

## Lịch sử
Yên Tử là nơi tu hành của vua Trần Nhân Tông. Chùa Đồng xưa khi Phật Hoàng Trần Nhân Tông tới Yên Tử và sau khi Ngài viên tịch đều chưa có. Vào thế kỷ 17, thời hậu Lê, một bà phi của chúa Trịnh phát tâm công đức khởi dựng chùa, làm bằng khung sắt, mái đồng, quy mô nhỏ như một khám thờ; ngoài ra tượng Phật, chuông, khánh bên trong đều được làm bằng đồng. Đến năm Canh Thân 1740 đời vua Lê Cảnh Hưng, bão lớn làm đổ chùa, chỉ còn lại dấu tích các hố chôn cột trên mỏm đá. Năm 1930, chùa Long Hoa có bà Bùi Thị Mỹ đã tái tạo chùa Đồng bằng bê tông cốt thép trên một hòn đá vuông nhằm trúng vị trí chùa Đồng cũ.
Năm 1993, ông Nguyễn Sơn Nam, Việt kiều ở Mỹ, cùng với các Phật tử hải ngoại công đức tái thiết một ngôi chùa bằng đồng dựng bên cạnh ngôi chùa năm 1930, quy mô cũng nhỏ như một khán thờ.
Ngày 03 tháng 6 năm 2006 dưới sự chủ trì của Tiến sĩ Phật học Đại Đức Thích Thanh Quyết (Thượng tọa Thích Thanh Quyết) và Ban Quản lý Dự án chùa Đồng, bằng công đức thập phương trong và ngoài nước đã khởi lễ đúc chùa Đồng theo mẫu thiết kế của kiến trúc sư Trần Quốc Tuấn – Viện Bảo Tồn Di Tích. Chùa được khánh thành vào ngày 30 tháng 01 năm 2007, tọa lạc trên đỉnh non thiêng ở vị trí giữa hai ngôi chùa được xây dựng trước đây.

## Quy mô hiện nay
Chùa Đồng mới đã được các nghệ nhân nổi tiếng đúc đồng ở Ý Yên, Nam Định thực hiện. Và ngôi chùa được đúc theo nguyên mẫu của chùa Dâu Keo (Thuận Thành, Bắc Ninh). Chùa Đồng diện tích gần 20 m vuông, nặng 70 tấn, dài 4,6m, rộng 3,6m và chiều cao từ cột nền tới mái là 3,35m. Trong đó, mỗi viên ngói nặng khoảng 4 kg, 4 cột chùa mỗi cột nặng 1 tấn. Quả chuông và khánh đồng nặng trên 250 kg.
Hệ thống tượng Phật trong chùa gồm 1 pho tượng Phật Thích Ca và 3 pho tượng Tam Tổ Trúc Lâm. Tượng có kích thước cao trung bình từ 0,45-0,87m tọa trên đài sen, trong đó 3 pho tượng Tổ được tạo tác lớn hơn. Tượng Thích Ca trong trang phục áo cà sa, tọa thiền với tư thế kiết già (thế liên hoa tọa). Tượng Đệ nhất Tổ (Trần Nhân Tông) mặc áo cà sa, tay úp lên hai đùi, tư thế ngồi "kiết già kiểu cát tường" hay còn gọi là "cát tường tọa" mắt nhìn xuống soi rọi nội tâm. Tượng Đệ nhị Tổ (Pháp Loa) và Đệ tam Tổ (Huyền Quang) mặc áo cà sa, tư thế ngồi kiết già không lộ bàn chân, tay kết "định ấn". Toàn bộ 3 pho tượng Tổ ngự trên đài sen đặt trên bệ, trang trí hoa văn hình sen, cúc, thị, lá lật, hoa văn sóng nước.

## Lễ hội
Hàng năm, lễ hội ở chùa Đồng nói riêng và Yên Tử nói chung diễn ra vào ngày mùng 10 tháng Giêng (Âm lịch) và 3 ngày đầu năm. Ngoài ra, vào những ngày sóc, vọng hay lễ Vu Lan, Phật đản, nhiều Phật tử cả nước cũng về đây hành hương lên chốn Trúc Lâm Yên Tử linh thiêng.